# Ernest C. Schlesinger
Ernest Carl Schlesinger (* 25. November 1925 in Hildesheim als Ernst Schlesinger; † 3. März 2008 in New London, Connecticut) war ein deutschamerikanischer Mathematiker.

## Leben
Schlesinger, dessen Vater Hauptkassierer in einer kleinen Bank war, besuchte von Ostern 1936 bis zum 10. November 1938 die Andreas-Oberrealschule in Hildesheim. Er war der letzte jüdische Schüler an dieser Schule. Weil sein Vater im Ersten Weltkrieg Frontkämpfer gewesen war, wurde er dort auch nach der nationalsozialistischen „Machtergreifung“ weiter geduldet.
Ein Onkel Schlesingers väterlicherseits wurde in Westfalen von SA-Leuten zu Tode geprügelt. Im April 1940 erhielt die Familie Schlesingers Visa für die Vereinigten Staaten, die sie bereits 1936 beantragt hatte. Am 3. August 1940 erreichte die Familie auf Umwegen über Litauen, Lettland, Russland, die Mandschurei, Korea und Japan Seattle und ließ sich dort nieder. Im Zuge der Einbürgerung wurde Schlesingers Vorname geändert.
Nach zweijährigem Dienst in der US Army von 1943 bis 1945 studierte er bis 1947 Mathematik und Philosophie an der University of Washington. 1955 erwarb er an der Harvard University betreut von Lars Valerian Ahlfors den Grad eines Ph. D. Von 1955 bis 1958 lehrte Schlesinger an der Yale University Mathematik und von 1958 bis 1962 an der Wesleyan University. Während seiner Zeit in Yale infizierte er sich mit Kinderlähmung und verbrachte infolgedessen einen Monat in einer Eisernen Lunge. Ab 1962 war er am Connecticut College tätig. 1996 trat er in den Ruhestand. Seit 1955 war er Mitglied der Mathematical Association of America.
Erst 2002 brachten ehemalige Mitschüler über das Rote Kreuz seinen Verbleib in Erfahrung. Im Juni 2003 besuchte er daraufhin seine Geburtsstadt.
Schlesinger war verheiratet und hatte einen Sohn und eine Tochter. Er verstarb nach einer Darmkrebsoperation.